# Gran Premio motociclistico del Qatar 2005
Il Gran Premio motociclistico del Qatar 2005 corso il 1º ottobre, è stato il quattordicesimo Gran Premio della stagione 2005 del motomondiale e ha visto vincere: la Yamaha di Valentino Rossi in MotoGP, Casey Stoner nella classe 250 e Gábor Talmácsi nella classe 125.

## MotoGP

### Arrivati al traguardo
| Pos | Nº | Pilota           | Squadra          | Motocicletta | Giri | Tempo     | Griglia | Punti |
| --- | -- | ---------------- | ---------------- | ------------ | ---- | --------- | ------- | ----- |
| 1   | 46 | Valentino Rossi  | Gauloises Yamaha | Yamaha       | 22   | 43:33.759 | 3       | 25    |
| 2   | 33 | Marco Melandri   | Movistar Honda   | Honda        | 22   | +1.670    | 5       | 20    |
| 3   | 69 | Nicky Hayden     | Repsol Honda     | Honda        | 22   | +5.536    | 8       | 16    |
| 4   | 5  | Colin Edwards    | Gauloises Yamaha | Yamaha       | 22   | +14.737   | 4       | 13    |
| 5   | 15 | Sete Gibernau    | Movistar Honda   | Honda        | 22   | +20.431   | 2       | 11    |
| 6   | 7  | Carlos Checa     | Ducati Marlboro  | Ducati       | 22   | +31.432   | 6       | 10    |
| 7   | 56 | Shin'ya Nakano   | Kawasaki Racing  | Kawasaki     | 22   | +32.983   | 7       | 9     |
| 8   | 24 | Toni Elías       | Fortuna Yamaha   | Yamaha       | 22   | +39.888   | 9       | 8     |
| 9   | 4  | Alex Barros      | Camel Honda      | Honda        | 22   | +41.792   | 14      | 7     |
| 10  | 65 | Loris Capirossi  | Ducati Marlboro  | Ducati       | 22   | +44.252   | 1       | 6     |
| 11  | 10 | Kenny Roberts Jr | Suzuki MotoGP    | Suzuki       | 22   | +48.745   | 11      | 5     |
| 12  | 44 | Roberto Rolfo    | d’Antin Pramac   | Ducati       | 22   | +1:01.991 | 15      | 4     |
| 13  | 67 | Shane Byrne      | Camel Honda      | Honda        | 22   | +1:04.805 | 17      | 3     |
| 14  | 11 | Rubén Xaus       | Fortuna Yamaha   | Yamaha       | 22   | +1:13.824 | 16      | 2     |
| 15  | 77 | James Ellison    | Blata WCM        | Blata        | 22   | +2:08.642 | 18      | 1     |
| 16  | 27 | Franco Battaini  | Blata WCM        | Blata        | 21   | +1 giro   | 19      |       |
| 17  | 21 | John Hopkins     | Suzuki MotoGP    | Suzuki       | 21   | +1 giro   | 13      |       |

### Ritirati
| Nº | Pilota        | Squadra              | Motocicletta | Giri | Griglia |
| -- | ------------- | -------------------- | ------------ | ---- | ------- |
| 6  | Makoto Tamada | Konica Minolta Honda | Honda        | 17   | 10      |
| 3  | Max Biaggi    | Repsol Honda         | Honda        | 6    | 12      |

### Non qualificato
| Nº | Pilota         | Squadra         | Motocicletta |
| -- | -------------- | --------------- | ------------ |
| 19 | Olivier Jacque | Kawasaki Racing | Kawasaki     |

## Classe 250

### Arrivati al traguardo
| Pos | Nº | Pilota           | Squadra                     | Motocicletta | Giri | Tempo     | Griglia | Punti |
| --- | -- | ---------------- | --------------------------- | ------------ | ---- | --------- | ------- | ----- |
| 1   | 27 | Casey Stoner     | Carrera Sunglasses - LCR    | Aprilia      | 20   | 41:22.628 | 3       | 25    |
| 2   | 48 | Jorge Lorenzo    | Fortuna Honda               | Honda        | 20   | +1.566    | 1       | 20    |
| 3   | 34 | Andrea Dovizioso | Team Scot                   | Honda        | 20   | +2.603    | 6       | 16    |
| 4   | 1  | Daniel Pedrosa   | Telefonica Movistar Honda   | Honda        | 20   | +2.659    | 4       | 13    |
| 5   | 19 | Sebastián Porto  | Aprilia Aspar               | Aprilia      | 20   | +4.867    | 5       | 11    |
| 6   | 73 | Hiroshi Aoyama   | Telefonica Movistar Honda   | Honda        | 20   | +29.971   | 7       | 10    |
| 7   | 80 | Héctor Barberá   | Fortuna Honda               | Honda        | 20   | +32.708   | 9       | 9     |
| 8   | 55 | Yūki Takahashi   | Team Scot                   | Honda        | 20   | +46.470   | 10      | 8     |
| 9   | 50 | Sylvain Guintoli | Equipe GP de France - Scrab | Aprilia      | 20   | +46.849   | 11      | 7     |
| 10  | 44 | Tarō Sekiguchi   | Campetella Racing           | Aprilia      | 20   | +1:01.682 | 19      | 6     |
| 11  | 6  | Alex Debón       | Wurth Honda BQR             | Honda        | 20   | +1:01.696 | 18      | 5     |
| 12  | 32 | Mirko Giansanti  | Matteoni Racing             | Aprilia      | 20   | +1:01.780 | 16      | 4     |
| 13  | 36 | Martín Cárdenas  | Aprilia Germany             | Aprilia      | 20   | +1:02.795 | 22      | 3     |
| 14  | 17 | Steve Jenkner    | Nocable.it Race             | Aprilia      | 20   | +1:03.952 | 17      | 2     |
| 15  | 8  | Andrea Ballerini | Abruzzo Racing              | Aprilia      | 20   | +1:04.917 | 15      | 1     |
| 16  | 57 | Chaz Davies      | Aprilia Germany             | Aprilia      | 20   | +1:06.194 | 21      |       |
| 17  | 24 | Simone Corsi     | MS Aprilia Italia Corse     | Aprilia      | 20   | +1:21.004 | 20      |       |
| 18  | 28 | Dirk Heidolf     | Kiefer-Bos-Castrol Honda    | Honda        | 20   | +1:36.546 | 23      |       |
| 19  | 56 | Mathieu Gines    | Equipe GP de France - Scrab | Aprilia      | 20   | +1:51.045 | 28      |       |
| 20  | 25 | Alex Baldolini   | Campetella Racing           | Aprilia      | 20   | +2:02.105 | 25      |       |

### Ritirati
| Nº | Pilota            | Squadra                  | Motocicletta | Giri | Griglia |
| -- | ----------------- | ------------------------ | ------------ | ---- | ------- |
| 63 | Erwan Nigon       | Yamaha Kurz              | Yamaha       | 17   | 24      |
| 96 | Jakub Smrž        | Arie Molenaar Racing     | Honda        | 16   | 14      |
| 7  | Randy de Puniet   | Aprilia Aspar            | Aprilia      | 12   | 8       |
| 15 | Roberto Locatelli | Carrera Sunglasses - LCR | Aprilia      | 6    | 12      |
| 5  | Alex De Angelis   | MS Aprilia Italia Corse  | Aprilia      | 5    | 2       |
| 64 | Radomil Rous      | Wurth Honda BQR          | Honda        | 5    | 27      |
| 21 | Arnaud Vincent    | Scuderia Fantic Motor GP | Fantic       | 2    | 26      |

### Non partito
| Nº | Pilota       | Squadra      | Motocicletta | Griglia |
| -- | ------------ | ------------ | ------------ | ------- |
| 14 | Anthony West | Red Bull KTM | KTM          | 13      |

### Non qualificati
| Nº | Pilota          | Squadra                  | Motocicletta |
| -- | --------------- | ------------------------ | ------------ |
| 20 | Gabriele Ferro  | Scuderia Fantic Motor GP | Fantic       |
| 23 | Nicklas Cajback | Yamaha Kurz              | Yamaha       |

## Classe 125

### Arrivati al traguardo
| Pos | Nº | Pilota             | Squadra                       | Motocicletta | Giri | Tempo     | Griglia | Punti |
| --- | -- | ------------------ | ----------------------------- | ------------ | ---- | --------- | ------- | ----- |
| 1   | 14 | Gábor Talmácsi     | Red Bull KTM                  | KTM          | 18   | 39:23.248 | 2       | 25    |
| 2   | 36 | Mika Kallio        | Red Bull KTM                  | KTM          | 18   | +0.017    | 1       | 20    |
| 3   | 58 | Marco Simoncelli   | Nocable.it Race               | Aprilia      | 18   | +9.571    | 7       | 16    |
| 4   | 63 | Mike Di Meglio     | Kopron Racing World           | Honda        | 18   | +11.815   | 10      | 13    |
| 5   | 55 | Héctor Faubel      | Master Aspar                  | Aprilia      | 18   | +12.169   | 11      | 11    |
| 6   | 12 | Thomas Lüthi       | Elit Grand Prix               | Honda        | 18   | +12.303   | 9       | 10    |
| 7   | 54 | Manuel Poggiali    | Metis Racing                  | Gilera       | 18   | +12.317   | 6       | 9     |
| 8   | 60 | Julián Simón       | Red Bull KTM                  | KTM          | 18   | +12.565   | 4       | 8     |
| 9   | 75 | Mattia Pasini      | Totti Top Sport - NGS         | Aprilia      | 18   | +17.571   | 3       | 7     |
| 10  | 32 | Fabrizio Lai       | Kopron Racing World           | Honda        | 18   | +19.757   | 5       | 6     |
| 11  | 6  | Joan Olivé         | Nocable.it Race               | Aprilia      | 18   | +22.037   | 13      | 5     |
| 12  | 33 | Sergio Gadea       | Master Aspar                  | Aprilia      | 18   | +24.205   | 18      | 4     |
| 13  | 35 | Raffaele De Rosa   | Matteoni Racing               | Aprilia      | 18   | +25.342   | 14      | 3     |
| 14  | 71 | Tomoyoshi Koyama   | Ajo Motorsport                | Honda        | 18   | +27.965   | 16      | 2     |
| 15  | 51 | Enrique Jerez      | Caja Madrid - Derbi Racing    | Derbi        | 18   | +37.241   | 23      | 1     |
| 16  | 8  | Lorenzo Zanetti    | Skilled I.S.P.A. Racing       | Aprilia      | 18   | +43.704   | 36      |       |
| 17  | 11 | Sandro Cortese     | Kiefer-Bos-Castrol Honda      | Honda        | 18   | +44.855   | 21      |       |
| 18  | 41 | Aleix Espargaró    | Seedorf RC3 - Tiempo Holidays | Honda        | 18   | +44.870   | 17      |       |
| 19  | 29 | Andrea Iannone     | Abruzzo Racing                | Aprilia      | 18   | +45.521   | 20      |       |
| 20  | 7  | Alexis Masbou      | Ajo Motorsport                | Honda        | 18   | +49.011   | 15      |       |
| 21  | 25 | Dario Giuseppetti  | Semprucci Blauer USA          | Aprilia      | 18   | +50.024   | 26      |       |
| 22  | 19 | Álvaro Bautista    | Seedorf RC3 - Tiempo Holidays | Honda        | 18   | +50.059   | 12      |       |
| 23  | 42 | Gioele Pellino     | Malaguti Reparto Corse        | Malaguti     | 18   | +50.299   | 24      |       |
| 24  | 46 | Mateo Túnez        | MVA Aspar                     | Aprilia      | 18   | +56.956   | 27      |       |
| 25  | 28 | Jordi Carchano     | MVA Aspar                     | Aprilia      | 18   | +57.020   | 28      |       |
| 26  | 10 | Federico Sandi     | Angaia Racing                 | Honda        | 18   | +1:14.927 | 30      |       |
| 27  | 9  | Toshihisa Kuzuhara | Angaia Racing                 | Honda        | 18   | +1:29.137 | 33      |       |
| 28  | 44 | Karel Abraham      | AB Cardion                    | Aprilia      | 18   | +1:29.158 | 31      |       |
| 29  | 45 | Imre Tóth          | Team Toth                     | Aprilia      | 18   | +1:39.784 | 34      |       |

### Ritirati
| Nº | Pilota           | Squadra                    | Motocicletta | Giri | Griglia |
| -- | ---------------- | -------------------------- | ------------ | ---- | ------- |
| 15 | Michele Pirro    | Malaguti Reparto Corse     | Malaguti     | 15   | 29      |
| 47 | Ángel Rodríguez  | Team Toth                  | Aprilia      | 13   | 8       |
| 22 | Pablo Nieto      | Caja Madrid - Derbi Racing | Derbi        | 6    | 19      |
| 52 | Lukáš Pešek      | Metis Racing               | Derbi        | 3    | 22      |
| 43 | Manuel Hernández | Totti Top Sport - NGS      | Aprilia      | 3    | 25      |
| 31 | Sascha Hommel    | Arie Molenaar Racing       | Honda        | 2    | 35      |
| 48 | David Bonache    | LG Mobile Ssmracing        | Honda        | 1    | 32      |